# Acartauchenius bedeli
Acartauchenius bedeli är en spindelart som först beskrevs av Simon 1884.  Acartauchenius bedeli ingår i släktet Acartauchenius och familjen täckvävarspindlar.
Artens utbredningsområde är Algeriet. Inga underarter finns listade i Catalogue of Life.